# Cellach mac Dúnchada
Cellach mac Dúnchada (mort en 776) est un roi Leinster du sept Uí Dúnchada  issu  des
Uí Dúnlainge une lignée des Laigin. Il est le fils de  Dúnchad mac Murchado (mort en 728), et de  Taileflaith (en). La résidence royale de ce sept se trouvait à  Líamhain l'actuel Lyons Hill (en), à la frontière entre le comté de Dublin et le comté de Kildare. Il règne de  760 à 776.

## Règne
Pendant son règne l'activité de la lignée des Uí Cheinnselaigh du sud Leinster est annihilée par une guerre contre le  Osraige  en 761 puis par une guerre civile entre 769 et  770. la première mention de  Cellach dans les annales intervinet lors de la 
bataille de Áth Orc (dans le  Comté d'Offaly) en 770. Lors de ce combat Cellach defait Cináed mac Flainn des Uí Failghe et Cathnio mac Bécce du Fothairt, qui sont tués.
Leinster a subi une défaite majeure infligée par l' Ard ri Erenn Áed Allán du Cenél nEógain lors de la bataille de Áth Senaig (Ballyshannon, Comté de Kildare) en 738. Une période de paix s'établit avec les Ard ri Erenn  Domnall Midi (mort en 763) du Clan Cholmáin et Niall Frossach (mort en 778) du Cenél nEógain. En 770, cependant le nouveau Ard ri Erenn Donnchad Midi mac Domnaill (mort en 797) du Clan Cholmáin impose sa suzeraineté sur le Leinster. Donnchad envahit le royaume avec l'armée des  Ui Neill mais les Laigin l'évitent. Donnchad reste sept jours à proximité  de l’ancienne colline fortifiée de Ráith Ailenn dans le  Comté de Kildare et ravage la campagne par le feu jusqu'à ce que les « Hommes du Leinster » se soumettent à lui.
La même année  770 les deux  septs du Síl nÁedo Sláine l'autre lignée des Uí Néill du sud attaquent, les frontières du territoire du Leinster. Le sept Uí Chonaing défait les Uí Théig au combat d'Áth Cliath en Cualu (dans le sud du comté de Dublin) avec un massacre de Laigin mais de nombreux guerriers victorieux se noient lors de la marée haute en retournant dans leur domaine. De son côté le sept Uí Chernaig est défait lors du combat de  Bolg Bóinne.

## Postérité
Le fils de Cellach, Fínsnechta Cethardec mac Cellaig (mort en 808), est également roi de Leinster. Ses fils Fáelán mac Cellaig (804-823), Muiredach mac Cellaig (823-828) et Áed mac Cellaig (828-830) furent successivement, abbés de Kildare et sa fille Muirenn ingen Cellaig (morte en 831) fut abbesse de  Kildare en 805 .

## Article lié
- Liste des rois de Leinster

## Sources primaires
- Annales d'Ulster sur CELT: Corpus of Electronic Texts at University College Cork
- Annales de Tigernach sur CELT: Corpus of Electronic Texts at University College Cork
- Livre de Leinster, Rig Laigin et Rig Hua Cendselaig sur CELT: Corpus of Electronic Texts at University College Cork

## Sources secondaires
- (en) T.W Moody, F.X. Martin et F.J. Byrne, A New History of Ireland IX Maps, Genealogies, Lists. A companion to Irish History part II, Oxford, Oxford University Press, 2011, 690 p. (ISBN 978-0-19-959306-4).
- (en) Francis John Byrne, Irish Kings and High-Kings, Dublin, Four Courts Press, 2001, 341 p. (ISBN 978-1-85182-196-9)
- (en) T.M. Charles-Edwards, Early Christian Ireland, Cambridge, Cambridge University Press, 2000, 707 p. (ISBN 0-521-36395-0, lire en ligne)